# Surdo
Surdo er en bastromme, der bruges i sambaskoler, blocos og samba-reaggaes. Den bæres i en rem over skulderen. Man slår med en kølle i den ene hånd, mens den anden hånd dæmper nogle af slagene, eller med to køller.
I et almindelig sambabatteri (Orkester) bruges tre forskellige Surdos:
- Første Surdo: Den største og dybeste tromme i Batteriet.
- Anden Surdo: Den er lidt mindre og lidt lysere i lyden.
- Tredje Surdo: Det er den mindste af de tre og dermed og den med den mest lyse lyd.